# Cap de Camille Claudel
El Cap de Camille Claudel amb capell frigi és una obra de l'escultor Auguste Rodin. La va dissenyar al 1884 i l'executà al 1911. Pertany al Museu Soumaya de la Fundació Carlos Slim.

## Origen
Camille Claudel va mostrar vocació per l'escultura des de molt jove. Als 18 anys estudiava amb Alfred Boucher, amic de Rodin. Quan aquest darrer va substituir la classe en què estava Camille, va conéixer la jove i ella treballà com a alumna en el seu taller. En aquesta primera etapa de col·laboració Rodin va realitzar el bust.

## Descripció
Aquest bust és fet en pasta de vidre amb policromia. La tècnica consisteix a emprar vidre polvoritzat barrejat amb goma aràbiga, pigments i esmalts per a crear una pasta que s'usa per a omplir un motle en negatiu. Després s'escalfa a alta temperatura per a fer que el vidre es fonga i ocupe tot el motle.
Les seues dimensions són 24,8 x 25,8 x 17 cm.

Al juny del 2016 la peça s'exhibia com a part de l'exposició La Porta de l'Infern al Museu Soumaya, a la Plaça Carso.

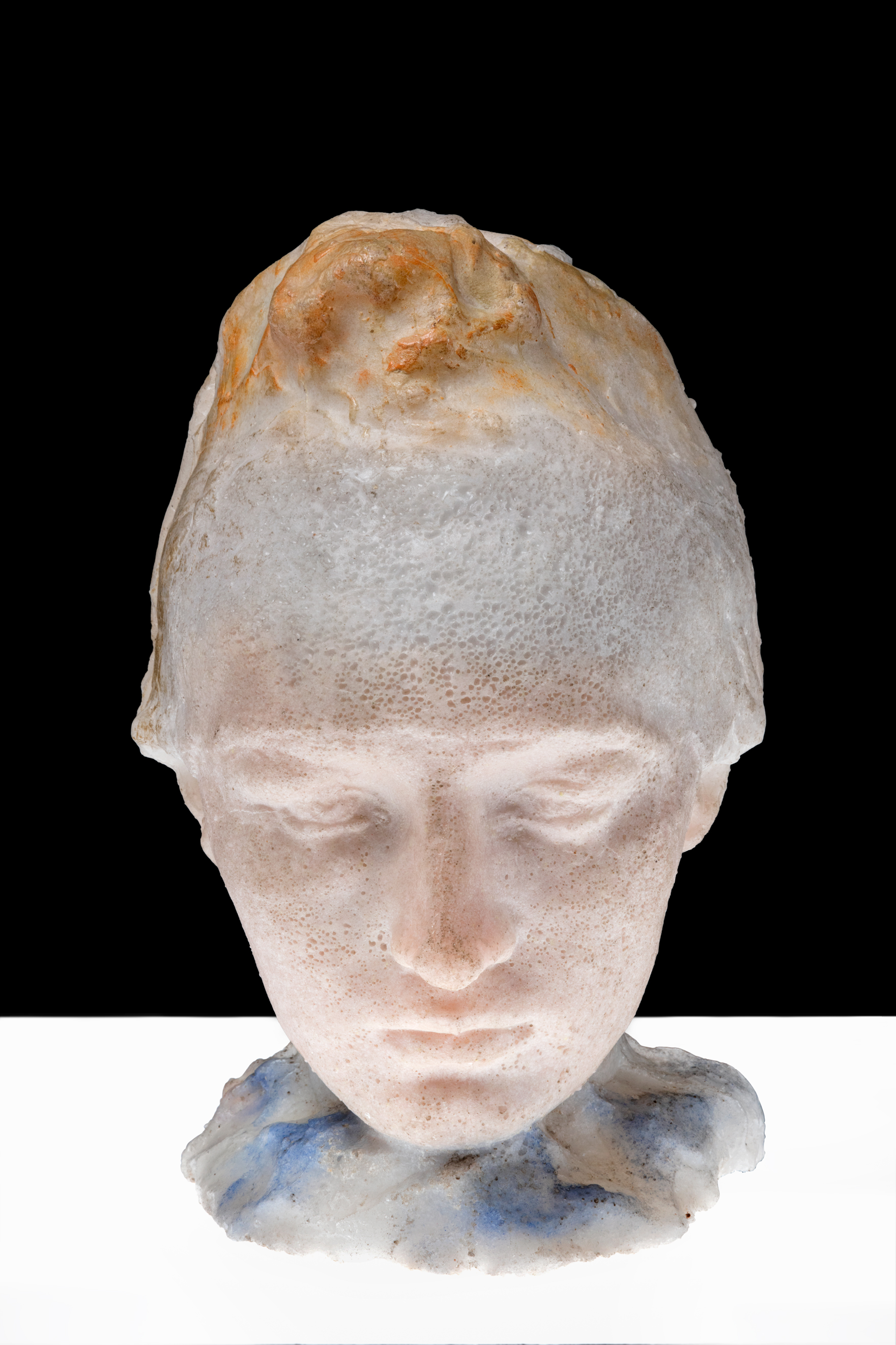
Vista de front
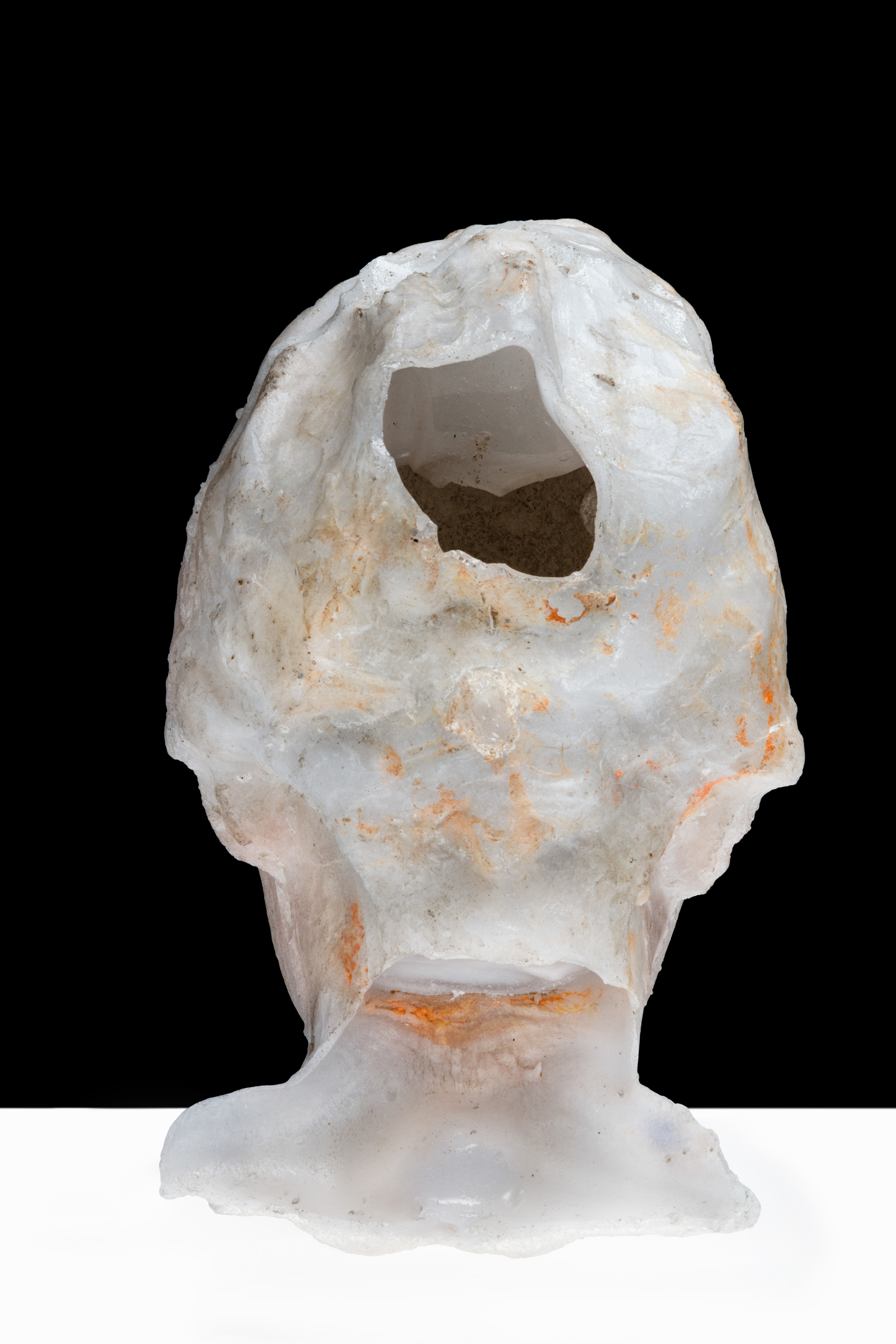
Vista des de darrere